# 穆罕默德·巴哈尔·乌卢姆
阿亚图拉穆罕默德·巴哈尔·阿尔·乌卢姆（阿拉伯语：‎，1927年12月17日—2015年4月7日）是一位伊拉克什叶派穆斯林宗教领袖和政治家。

## 生平
穆罕默德·巴哈尔·乌卢姆在萨达姆·侯赛因统治时期长期作为伊拉克反对派反对萨达姆的统治。后来，在2003年，美国推翻了萨达姆的统治，伊拉克反对派获得了部分自由，乌卢姆被提名为伊拉克临时管理委员会成员，他接受了这一提名，成为九名该委员会成员之一。临时管理委员会成员轮流出任委员会主席，并履行伊拉克总统职权，乌卢姆则在2003年7月13日出任第一任委员会主席，任期到8月1日止。
2003年8月，乌卢姆的老朋友，穆罕默德·巴克尔·哈基姆（Mohammed Bakr al-Hakim）遭到汽车炸弹袭击身亡，此后不久，乌卢姆发表声明表示，为了维护战后伊拉克的法律和秩序，自愿暂停自己的临时管理委员会委员职务。后来他重返管理委员会，并在2004年3月1日再次出任委员会主席、伊拉克代理总统一职，至2004年4月1日止。
穆罕默德·巴哈尔·乌卢姆在2003年美国入侵伊拉克以前一直居住在英国伦敦，并在那里长期从事反对萨达姆·侯赛因的活动。在伦敦的伊拉克什叶派社区里，乌卢姆一直是一个积极活跃的活动份子。他还是位于伦敦南部的阿赫鲁巴耶中心（AhlulBayt Center）的领袖。
穆罕默德·巴哈尔·乌卢姆的儿子是易卜拉欣·穆罕默德·巴哈尔·乌卢姆（Ibrahim Mohammad Bahr al-Ulloum），2003年9月至2004年6月期间任伊拉克石油部部长，2005年期间再次出任该职。 